# Mariano Trías
Mariano Trias y Closas (12 de octubre de 1868 - 22 de febrero de 1914) fue el primer vicepresidente de las Filipinas, durante el gobierno de Emilio Aguinaldo.

## Primeros años
Fue el quinto entre nueve hijos de Don Balbino y Gabriela Closas. Su educación primaria la recibió bajo la tutela de Eusebio Chaves y Cipriano Gonzales, ambos profesores locales. Fue enviado a Manila y se inscribió en el Colegio de San Juan de Letrán donde recibió su título de bachiller, y más tarde cursó estudios de medicina en la Universidad de Santo Tomás, aunque no pudo finalizarlos porque regresó a su hogar para ayudar a sus padres a administrar su granja.
Antes de la revolución de agosto de 1896, se había afiliado al Katipunan y fue un activo propagandista de la sociedad en los municipios de Silang y Kawit. En la elección del concejo popular del Katipunan que el Sangguniang Balangay de Mapagtiis organizó, Trias fue nombrado fiscal. Tiempo después fue nombrado Ministro de Justicia de Magdiwang, cuando en el Katipunan se formaron dos facciones (Sangguniang Bayang Magdiwang y Sangguniang Bayang Magdalo).
Adoptando el seudónimo Labong, reclutó tropas y solicitó contribuciones de los adinerados filipinos Indang y Alfonso, de Cavite, para financiar la causa de la sociedad.

## Carrera
El 22 de marzo de 1897 se organizó una asamblea entre los líderes de las dos facciones del Katipunan, en Tejeros, cerca de la costa, en el corazón del territorio Magdiwang. Tras un acalorado debate, se acordó organizar un nuevo gobierno, en reemplazo del gobierno del Katipunan. Se debían llenar nueve cargos, y a través de votación secreta, se eligió a Emilio Aguinaldo como Presidente y a Mariano Trias como Vicepresidente, derrotando a Andrés Bonifacio, quien se había postulado para ambos puestos.
En una nueva asamblea convocada por Aguinaldo en Naic después del Domingo de pascua de 1897, Trias fue de nuevo electo como vicepresidente del nuevo gobierno. El 1 de noviembre del mismo año, se estableció la República de Biak-na-Bato.
Tras la abolición del gobierno dictatorial y el establecimiento del gobierno revolucionario, Trias fue designado como Secretario de finanzas, el 15 de julio de 1898, y continuó en este cargo incluso después de que el gobierno se trasladara a Malolos. Durante el gobierno de Pedro Paterno, quien sucedió a Apolinario Mabini, ocupó el cargo de Secretario de guerra. Así, dirigió ofensivas guerrilleras en Cavite; incluso figuró en una serie de violentas escaramuzas contra las tropas del general Wheaton en enero de 1900, durante la defensa de Cavite. 
Nueve días tras la captura de Aguinaldo, el general Trias, junto con Severino de las Alas, Ladislao Diwa, y varios oficiales y soldados, voluntariamente se rindieron en Santa Cruz de Malabon al general Baldwin el 13 de mayo de 1901. Con el establecimiento de un nuevo gobierno por parte de los estadounidenses, el gobernador civil William Howard Taft lo designó como Gobernador civil de Cavite el 11 de junio de 1901, de acuerdo con el acta n.º 139.
Trias fue el fundador del capítulo del Partido Nacionalista en Cavite. Apoyó la candidatura de Rafael Palma como asambleísta, en representación de Cavite en 1907, y en las elecciones generales de 1912, Trias fue el responsable de la elección de Antero S. Soriano y Florentino Joya como Gobernador y Legislador, respectivamente, de Cavite.
Tras su período de gobierno, se dedicó a la agricultura, pero no pudo alejarse por mucho de la política. Desempeñaba el cargo de gobernador de Cavite cuando falleció por apendicitis en el Hospital General Filipino el 22 de febrero de 1914. Fue enterrado en Manila, pero en 1923 sus restos fueron trasladados a su lugar natal.
Los filipinos expresaron su gratitud a Mariano Trias al renombrar el municipio de San Francisco de Malabon como General Trias, por el acta n.º 2880.